# 三郎 (呼出)
三郎（さぶろう、本名：荒俣武雄、1927年10月25日 - 2021年12月28日）は、大相撲の呼出。富山県出身。

## 人物
呼出になる前は富山で薬売りをしていたが、1955年に28歳で花籠部屋から初土俵を踏む。花籠部屋の閉鎖に伴い1985年に放駒部屋へ移籍し、1992年10月に停年（定年）退職した。
「透き通る美声が角界一」という評もあったが、入門が遅く、当時の等級では最高の一等までいったが、最後は十両取組担当の順席15人目（番付制導入以前、名鑑による）として停年を迎えた。停年の際には「私にとっては定年でなく卒業なんです」と語り、角界を離れた後も講演活動などを続けた。呼び上げ以外にも「相撲甚句の名人」の異名を取っていた。同部屋の弟弟子だった克之とは晩年まで交流を持っていた。
2021年12月28日に老衰のため死去。94歳没。

## 履歴
- 1955年9月場所　初土俵。
- 一等呼出
- 1992年9月場所限り　停年退職。